# Leap Year Glacier
Leap Year Glacier är en glaciär i Antarktis. Den ligger i Östantarktis. Nya Zeeland gör anspråk på området. Leap Year Glacier ligger 1 484 meter över havet.
Terrängen runt Leap Year Glacier är kuperad åt nordost, men åt sydväst är den platt. Trakten är obefolkad. Det finns inga samhällen i närheten. 